# زلاتكو ليشتشفيتش
زلاتكو ليشتشفيتش (بالصربية: Златко Лишчевић)‏ هو لاعب كرة قدم صربي في مركز الوسط، ولد في 8 مارس 1991 في سومبور في صربيا. لعب مع النجم الأحمر بلغراد ونادي أو إف كيه بيوغراد ونادي ميتالاك.

## وصلات خارجية
- زلاتكو ليشتشفيتش على موقع قاعدة بيانات كرة القدم.إي يو (الإنجليزية)
- زلاتكو ليشتشفيتش على موقع Soccerbase.com (لاعب) (الإنجليزية)
- زلاتكو ليشتشفيتش على موقع Soccerway.com (الإنجليزية)
- زلاتكو ليشتشفيتش على موقع عالم كرة القدم.نت (الإنجليزية)